# 泰晤士河谷

泰晤士河谷警察局的下轄範圍

泰晤士河谷（英語：Thames Valley）是英格蘭東南部的一個非正式定義的次區域，以倫敦西部的泰晤士河為中心，主要中心城市為牛津及雷丁。該地區是重要的旅遊目的地和經濟中心，包括M4走廊的一部分，由於高科技公司的集中，有時被稱為英格蘭的矽谷。
目前該地區的範圍無明確定義，若以泰晤士河谷警察局的範圍定義，則包含了伯克郡、白金漢郡和牛津郡。